# Lisiak (Rudawy Janowickie)
Lisiak (435 m n.p.m.) – wzniesienie w południowo-zachodniej Polsce, w Sudetach Zachodnich, w Rudawach Janowickich, w obrębie Wzgórz Karpnickich.

## Położenie
Wzniesienie położone jest w Sudetach Zachodnich, w zachodniej części Rudaw Janowickch, we środkowej części Wzgórz Karpnickich. Na południu, poprzez bezimienną przełęcz łączy się z Dłużyną, a na północy góruje nad dolną częścią Karpnik.

## Charakterystyka
Wzniesienie stanowi wyraźny szczyt we wschodnim grzbiecie Wzgórz Karpnickich, dominujący od południowego zachodu nad Karpnikami.

## Budowa geologiczna
Wzniesienie zbudowane z waryscyjskich granitów karkonoskich. Na szczycie znajduje się skałka "Lisiak" zbudowana z granitu.

## Roślinność
Cały szczyt i zbocza porasta las świerkowy.

## Ochrona przyrody
Wzniesienie położone jest na terenie Rudawskiego Parku Krajobrazowego.